# Jack Warden
Jack Warden (John Warden Lebzelter, Jr.; n. 18 septembrie 1920, Newark, New Jersey, SUA – d. 19 iulie 2006, New York City, New York, SUA) a fost un actor de film și de televiziune. A fost nominalizat de două ori la Premiul Oscar pentru cel mai bun actor în rol secundar, pentru Shampoo (1975) și Raiul mai poate aștepta (1978), pentru care a fost nominalizat și la un premiu BAFTA. A câștigat un premiu Emmy pentru rolul din Brian's Song (1971).

## Filmografie
- Moarte pe Nil (1978)
- Un grădinar face carieră (1979)

## Legături externe
- Jack Warden la Internet Movie Database
- en Jack Warden la Internet Broadway Database
- Jack Warden la Find a Grave